# Опитний (Цівільський район)
О́питний (рос. Опытный, чув. Опытный) — селище у складі Цівільського району Чувашії, Росія. Адміністративний центр Опитного сільського поселення.
Населення — 1525 осіб (2010; 1618 у 2002).
Національний склад:
- чуваші — 75 %